# Tomasz Kowalski (pisarz)
Tomasz Kowalski (ur. w 1970 w Katowicach) – pisarz, felietonista, z wykształcenia prawnik.
W 2007 roku jego dramat „Monsieur de Paris” został wyróżniony podczas II Ogólnopolskiego Konkursu Dramatycznego „Lustro, Obraz, Iluzja” w Łodzi.
W 2008 roku Polskie Radio Białystok zrealizowało słuchowisko radiowe na podstawie jego monodramu pod tytułem „Kolęda”.
W listopadzie 2016 roku powieść „Rozmowy na trzech grabarzy i jedną śmierć” została przetłumaczona i wydana w Niemczech przez Wydawnictwo Pigmentar Gmbh pod tytułem „Die Vom Gottesacker”.
Tomasz Kowalski był jednym z dwudziestu polskich pisarzy zaproszonych do napisania opowiadania, które ukazało się w okolicznościowym wydawnictwie „Jesienny, mglisty poranek w Galicji” uświetniającym 20-lecie Międzynarodowych Targów Książki w Krakowie.
Współpracuje z magazynem Anywhere.pl jako autor felietonów.
Deklaruje się jako ateista.

## Twórczość
Powieści:
- 2013: „Rozmowy na trzech grabarzy i jedną śmierć”[1][6][8]  (2017 II wydanie)
- 2016: „Mędrzec Kaźni”[1][6][8]
- 2018: „Nie pozwolisz żyć czarownicy”[6][8]
- 2021: „Hiszpański dublon”[8]

Zbiór opowiadań:
- 2018: „Przysionek dom dla pozornie umarłych”[6][8]

Biografia:
- 2023 Kolega Wywiad rzeka z Mirosławem Neinertem[9]